# Halže
Halže (germană: Hals), (populație 943 locuitori în 2006) este un oraș în regiunea Plzeň (cehă: Plzeňský kraj), Republica Cehă.